# Si Monvmentvm Reqvires, Circvmspice
Si Monvmentvm Reqvires, Circvmspice è il terzo album in studio del gruppo musicale black metal francese Deathspell Omega, pubblicato nel 2004.
Il titolo dell'album, in lingua latina (tradotta: "Se cerchi un monumento, guardati intorno"), è tratto dall'epitaffio della tomba di Christopher Wren presso la Cattedrale di San Paolo a Londra.

## Tracce
1. First Prayer – 5:44
2. Sola fide I – 5:14
3. Sola fide II – 7:53
4. Second Prayer – 4:41
5. Blessed Are the Dead Whiche Dye in the Lorde – 5:47
6. Hétoïmasia – 7:08
7. Third Prayer – 3:57
8. Si monvmentvm reqvires, circvmspice – 6:32
9. Odivm nostrvm – 4:46
10. Jvbilate Deo (O Be Joyfvl in the Lord) – 6:08
11. Carnal Malefactor – 11:45
12. Drink the Devil's Blood – 4:32
13. Malign Paradigm – 3:40